# オレクサンドル・トゥルチノフ
オレクサンドル・トゥルチノフ（ウクライナ語: Олекса́ндр Валенти́нович Турчи́нов、オレクサーンドル・ヴァレンティーノヴィチ・トゥルチィーノウ、1964年3月31日 - ）は、旧ソ連・ウクライナの政治家、企業家。
ウクライナ保安庁(秘密警察)長官、第一副首相、首相代行、大統領代行、ヴェルホーヴナ・ラーダ議長（最高議会議長）などを歴任。

## 来歴
ドニエプロペトロフスク生まれ。ウクライナ国立ドニエプロペトロフスク冶金大学を卒業し、ドニエプロペトロフスク鉄鋼大手クリボリシスタリ社(en)に勤務した後、ドニプロペトロウシク冶金協会を1986年に退任。ユーリヤ・ティモシェンコとは古い同志である。彼らはドニプロペトロウシクにてビジネスを行っていた。1993年にレオニード・クチマ首相より経済のアドバイザーとして招聘される。1993年12月にはウクライナ産業家・起業家同盟(Ukrainian Union of Industrialist and Entrepreneurs)を共同で設立し副総裁となる。1994年にパーヴェル・ラザレンコと共同でフロマダ（政党連合ラザレンコ・ブロック）を設立。1994年1月から1998年3月まで経済改革機関の理事長を務め、またウクライナの科学者アカデミー「Shadow Economy Research」のトップでもあった。

## 政界入り
1998年にフロマダより議員に選出されたが、ラザレンコに金融詐欺のスキャンダルが発覚したのをきっかけに、1999年5月までにティモシェンコの「全ウクライナ連合「祖国」」と共にブロックを離脱。2001年に政党連合ユーリヤ・ティモシェンコ・ブロックが設立され、2002年と2006年にティモシェンコ・ブロックより議員に再選された。
2005年2月4日、文民としては初のウクライナ保安庁（秘密警察）長官に就任、2007年12月18日に第一副首相に就任。2008年にはキーウ市市長選挙にティモシェンコ・ブロックと「我がウクライナ・人民自衛ブロック」の公認候補として出馬、21万8600票（得票率19.13％）を獲得し2位となった。
2009年12月、2010年ウクライナ大統領選挙においてヴィクトル・ユシチェンコ 大統領と野党・地域党党首のヴィクトル・ヤヌコーヴィチが共同で第2期ティモシェンコ政府を倒そうと連携し行動しているとして非難した。
大統領選挙の結果、ティモシェンコは敗れブロックは事実上崩壊。3月3日にはティモシェンコ首相の不信任案が可決され、首相代行への就任を拒否したため第一副首相のトゥルチノフが首相代行に就任した。約1週間後の3月11日、正式な後継首相にミコラ・アザロフが選出されたため退任。
ヤヌコーヴィチが欧州連合との政治・貿易協定の調印を見送ったことで2013年11月よりウクライナ国内は反政府運動が勃発し（ユーロマイダン）、2014年2月22日にヴェルホーヴナ・ラーダ（最高議会）はヤヌコーヴィチの大統領解任を決議するに至った。ヤヌコーヴィチ側近のヴォロドミル・ルイバク議会議長が辞任したことに伴い、トゥルチノフは議会議長に選出され、また翌23日には大統領代行にも選出された。
なお、ヤヌコーヴィチ政権がロシア語も公用語と認められうる公用語法を施行していたところ、最高議会と同大統領は同23日に同法廃止を決定して、国内ロシア語圏においてはこれに激しく反発する勢力が現れることとなった。同法の廃止がノヴォロシア人民共和国連邦が5月12日にウクライナからの独立を宣言する契機となっており、EUも同法の廃止については、マイノリティの権利が守られるべきであるとして懸念を示している。

## 同性結婚に対する姿勢
2007年8月、同性結婚に対し典型的に保守的な姿勢であるという批判について「私は同意しない。普通の見方をする人に対しては保守的だとレッテルを貼るだろうが、ドラッグを使用したり男色を推進する人間には進歩主義者だと言うのだろう。彼らはすべて堕落者だ」と述べた。